# Roberto Rodríguez
Roberto Rodríguez (ur. 14 sierpnia 1936 w Temperley, zm. 3 lipca 2021 w Jesús María) – argentyński duchowny rzymskokatolicki, w latach 2006-2013 biskup La Rioja.

## Życiorys
Święcenia kapłańskie przyjął 31 stycznia 1970. Inkardynowany do archidiecezji Córdoba, był przez wiele lat rektorem niższego seminarium, zaś od 1988 pełnił funkcję wikariusza generalnego archidiecezji.
12 listopada 1992 został prekonizowany biskupem pomocniczym Córdoby ze stolicą tytularną Pertusa. Sakrę biskupią otrzymał 22 grudnia 1992. 23 czerwca 1998 został mianowany biskupem Villa María, ingres odbył się 13 września. 24 maja 2006 został mianowany biskupem La Rioja. 9 lipca 2013 przeszedł na emeryturę.